# Càrn a’ Gheòidh
Der Càrn a’ Gheòidh ist ein als Munro und Marilyn eingestufter, 975 Meter hoher Berg in Schottland. Sein gälischer Name kann in etwa mit Bergspitze der Gänse übersetzt werden.
Er liegt auf der Grenze der Council Areas Aberdeenshire und Perth and Kinross in den Grampian Mountains etwa 40 Kilometer nördlich von Blairgowrie and Rattray und 15 Kilometer südlich von Braemar in einer weitgehend unbewohnten Berglandschaft. Der Càrn a’ Gheòidh gehört zu einer Gruppe von Munros direkt westlich des von der A93 genutzten Cairnwell Pass in diesem auch als Mounth bezeichneten Teil der Grampian Mountains. Er liegt zwischen dem Talschluss des Baddoch Burn, einem Seitental zum Glen Clunie, das nach Norden zum Oberlauf des River Dee führt, dem westlich liegenden Gleann Taitneach und dem östlich liegenden, vom Cairnwell Pass nach Süden führenden Gleann Beag.

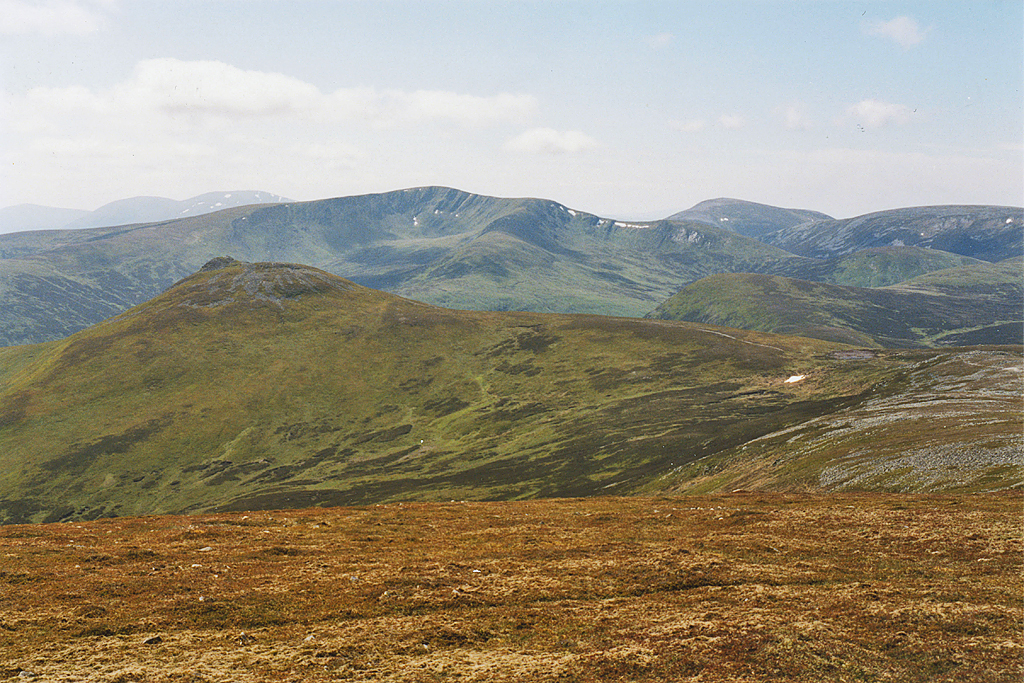
Blick vom Gipfel des Càrn a’ Gheòidh nach Westen, in der Mitte der Vorgipfel Càrn Bhinnein, im Hintergrund der Glas Tulaichean (Mitte) und der Càrn an Rìgh (Rechts)

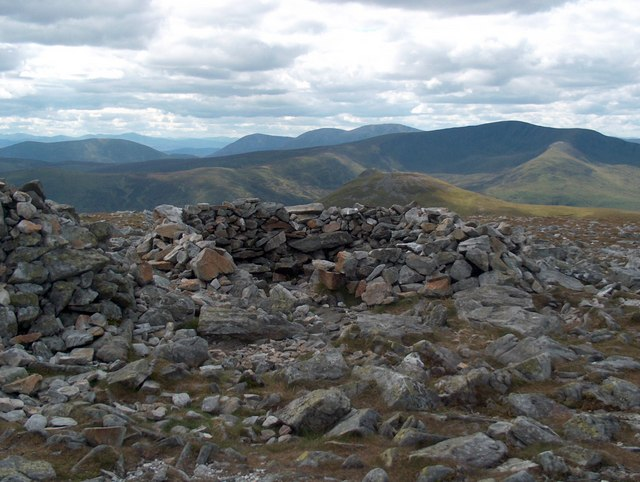
Der Gipfelcairn des Càrn a’ Gheòidh

Der Càrn a’ Gheòidh besitzt einen breiten, sanft gerundeten kegelförmigen Gipfel, der von ausgedehnten Steinfeldern und Heideflächen dominiert wird. Während der Berg nach Norden mit zwei Graten sanft in Richtung des Baddoch Burn weiter abfällt, weist er im Süden steilere Hänge auf. Ein kurzer Südgrat fällt bis auf einen Bealach auf 829 Meter Höhe ab, von dem aus sich, beginnend mit dem 876 Meter hohen Càrn Mòr weitere niedrigere Gipfel nach Süden anschließen. Westlich führt ein nach Süden in das Tal des Allt Aulich steil abfallender Kamm zum 917 Meter hohen Vorgipfel Càrn Bhinnein, der mit steilen Hängen in das Gleann Taitneach abfällt. Östlich führt ebenfalls ein breiter Kamm zu einem Vorgipfel, dem 920 Meter hohen Càrn nan Sàc. Die Ostseite des Càrn nan Sàc fällt steil in das sich nach Süden öffnende Choire Dhirich ab, das östlich vom benachbarten The Cairnwell abgeschlossen wird.
Ausgangspunkt für eine Besteigung des Càrn a’ Gheòidh ist das Glenshee Ski Centre an der A93 am Cairnwell Pass. Entlang der diversen Ski-Lifte führt der Zustieg zunächst vom dortigen Parkplatz bis zur Scharte zwischen The Cairnwell und Càrn Aosda. Von dort verläuft der Weiterweg entlang der Westseite des Choire Dhirich und vorbei am Càrn nan Sàc bis zum Gipfel des Càrn a’ Gheòidh. Alternativ kann der Gipfel auch aus dem Tal des Baddoch Burn über den westlichen der beiden nach Norden führenden Grate erreicht werden. Weitere Zustiegsmöglichkeiten bestehen über den Südgrat. 